# Герхард Фізелер
Ґергард Фізелер (нім. Gerhard Fieseler; 15 квітня 1896, Глеш, Берггайм, Німецька імперія — 1 вересня 1987, Кассель, ФРН) — німецький льотчик-ас Першої світової війни, інженер, авіаційний конструктор та підприємець, один з засновників вищого пілотажу.

## Біографія

### Ранні роки
Ґергард Фізелер народився в Глеші (нім. Glesch, передмістя Берггайму, земля Північний Рейн-Вестфалія) 15 квітня 1896, у родині набірника Аугуста Фізелера (1872, Ремаген—1959) і Катарини Фізелер (1875—?, уродженої Маркс), був найстарший з одинадцяти дітей. Через 6 років сім'я переїхала до Бонну, де у 1910 закінчив початкову Маріанську школу. Родина не могла дозволити собі відправити його до середньої школи, тому Ґергард, час від часу, допомагав батькові, котрий мав свою друкарню. З ранніх років він виявляв цікавість до техніки взагалі та авіації зокрема, будуючи численні моделі літаків.

### Перша світова війна

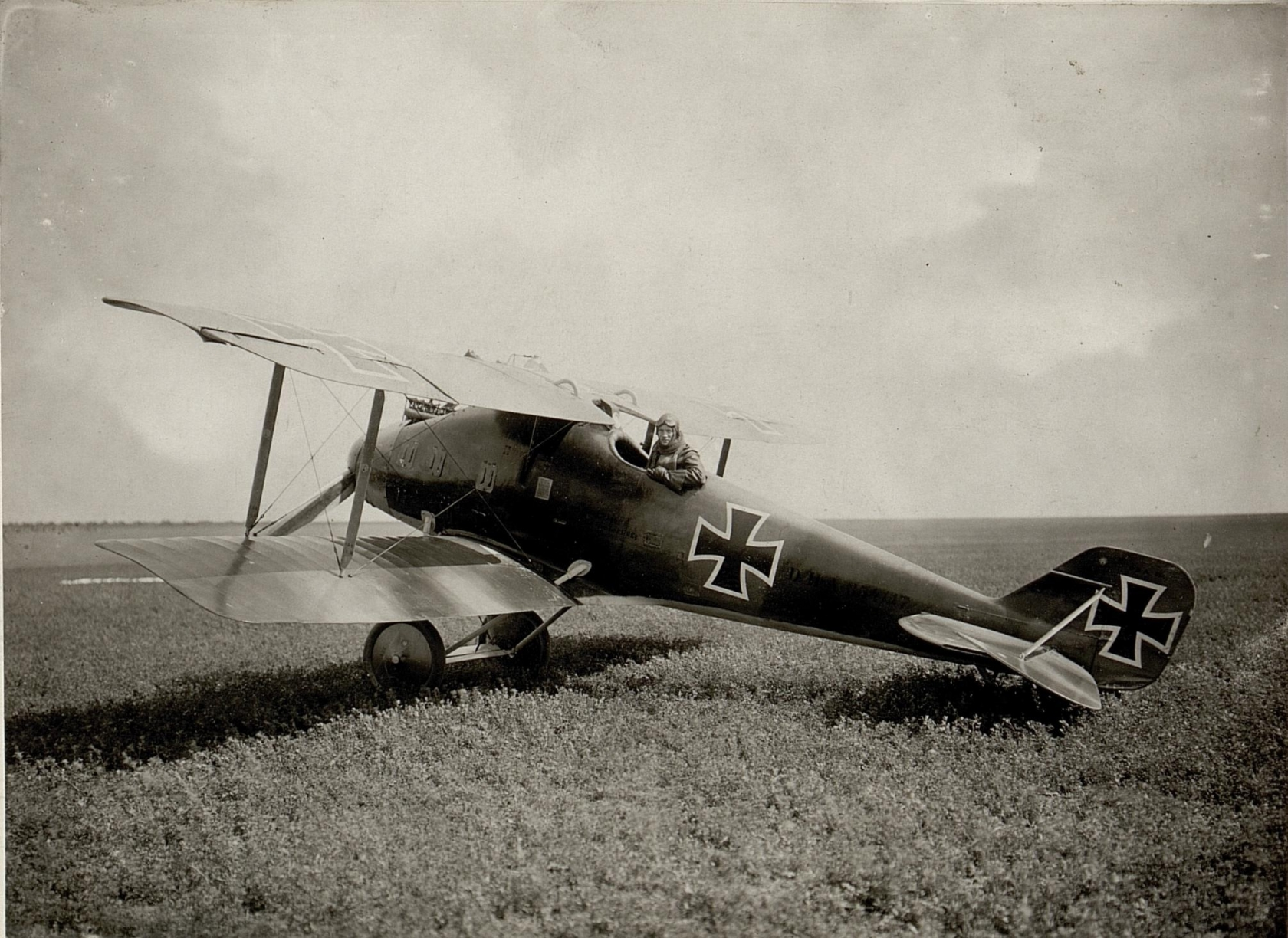
Roland D.II, перший літак Фізелера

У 1914, з початком Першої світової війни, намагався добровольцем потрапити до лав німецьких ВПС, але отримав відмову. Проте у 1915 Ґергарда Фізелера зараховано до навчальної авіаційної частини. В цьому ж році, під час тренувального польоту зазнав аварії, та одужав тільки в лютому 1916. У жовтні цього року, став льотчиком-спостерігачем, проходив службу у Fliegerabteilung  FF (A) — 243, а потім у  FA 41, а в травні 1917 — льотчиком-винищувачем. Від 12 липня у винищувальній ескадрильї Jasta 25 (Jagdstaffel 25) на Балканському фронті у Македонії, спочатку літав на винищувачі Roland D.II. 20 серпня 1917, на південь від Прілепи, здобув свою першу повітряну перемогу в боротьбі з Nieuport 17 та отримав звання офіцірштелльфертретера, а другу (підтверджену) — 30 січня 1918. Загалом здобув 19 підтверджених повітряних перемог та дві непідтверджених, а ще про одну, у вересні 1918 — не заявив сам. Від 21 вересня по 5 листопада 1917 переніс важку хворобу та участі у бойових діях не брав.
Нагороджений Залізними хрестами І та ІІ класів та Золотим хрестом військових заслуг (нім. Goldenes Militär-Verdienst-Kreuz; 3 вересня 1918), австрійським Срібним хрестом Заслуг з короною (нім. Zivil-Verdienstkreuz) та був повним кавалером болгарського солдатського хреста «За хоробрість».
У жовтні 1918 отримав чин лейтенанта та увійшов в історію Першої світової, як найрезультативніший льотчик на Східному фронті, що залишився живий. Мав прізвисько «Тигр Македонії».
| Список повітряних перемог Ґергарда Фізелера | Список повітряних перемог Ґергарда Фізелера | Список повітряних перемог Ґергарда Фізелера | Список повітряних перемог Ґергарда Фізелера | Список повітряних перемог Ґергарда Фізелера |
| № з/п                                       | Дата                                        | Збитий літак                                | Підрозділ                                   | Місце події                                 |
| ------------------------------------------- | ------------------------------------------- | ------------------------------------------- | ------------------------------------------- | ------------------------------------------- |
| 1                                           | 20 серпня 1917                              | Nieuport XVII (3743)                        | 17 еск.                                     | На П. від Прілеп                            |
| -                                           | 09 вересня 1917                             | Nieuport Scout                              | -                                           | Поградец                                    |
| 2                                           | 30 січня 1918                               | Nieuport XVII                               | -                                           | На П. від Могліа                            |
| 3                                           | 05 квітня 1918, 08:15                       | Nieuport XXIV (4047)                        | 508 еск.                                    | На П/З від Канисте                          |
| 4                                           | 20 червня 1918                              | Spad                                        | -                                           | Макова                                      |
| 5                                           | 05 липня 1918                               | Nieuport XXIV                               | 506 еск.                                    | На П/С від Прілеп                           |
| 6                                           | 24 липня 1918                               | Nieuport Scout                              | -                                           | На П. від Добро-Поле                        |
| 7                                           | 25 липня 1918                               | Nieuport Scout                              | -                                           | Градешниця                                  |
| 8                                           | 28 липня 1918                               | Breguet XIV                                 | -                                           | Канатларці                                  |
| 9                                           | 04 серпня 1918                              | Nieuport Scout                              | 503 еск.                                    | На С. від Вітоле                            |
| 10                                          | 05 серпня 1918                              | Nieuport Scout                              | -                                           | Градешниця                                  |
| 11                                          | 11 серпня 1918                              | Nieuport Scout                              | 524 еск.                                    | На П/С від Водена                           |
| 12                                          | 16 серпня 1918                              | Dorand AR 2                                 | -                                           | На П від Негоцани                           |
| 13                                          | 23 серпня 1918                              | Spad 2                                      | 524 еск.                                    | На С. від Вітоле                            |
| 14                                          | 04 вересня 1918                             | Breguet або Spad 2                          | 524 еск.                                    | Будмирця                                    |
| -                                           | 09 вересня 1918                             | Nieuport Scout                              | -                                           | Орхида                                      |
| 15                                          | 13 вересня 1918                             | Nieuport                                    | 508 еск.                                    | На С. від Вітоле                            |
| 16                                          | 15 вересня 1918                             | Nieuport                                    | 505 еск.                                    | Дебедеса                                    |
| 17                                          | 18 вересня 1918                             | Spad                                        | 524 еск.                                    | На С. від Церна-Райкса                      |
| 18                                          | 19 вересня 1918                             | Nieuport                                    | 506 еск.                                    | Монастир                                    |
| 19                                          | 20 вересня 1918                             | Breguet або Nieuport                        | 506 еск.                                    | Тройвьярці                                  |

### Між світовими війнами; заснування «Fieseler Flugzeugbau Kassel»

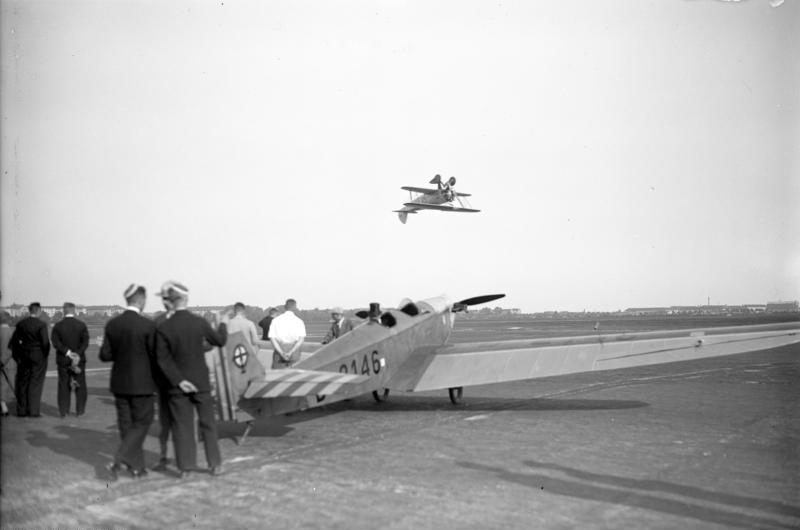
Пілотажний маневр Fieseler

Логотип Fieseler Flugzeugbau Kassel

Після війни Фізелер повернувся до типографської справи, попервах допомагаючи батьку, згодом відкрив власну друкарню в Ешвайлері. Тут він зустрів свою дружину Гелен, однак у 1938 вони розлучилися. Від першого шлюбу було двоє дітей — син Манфред (помер У 1944) та дочка Катаріна (1918/1919—1944). У травні 1926 покинув друкарню і поступив на Кассельський авіазавод «Raab-Katzenstein-Flugzeugwerke» (засновано 16 листопада 1925) льотчиком-інструктором у льотну школу; також був співвласником компанії. Відточивши льотну майстерність, став визнаним майстром вищого пілотажу. Після виступу у Цюриху в 1927 — високооплачуваний пілот на авіашоу. Тут у серпні встановив світовий рекорд польоту в перевернутому стані протягом 10 хв. 56 сек. У 1928 спроектував свій перший літак — Fieseler F1, потім Raab-Katzenstein RK-26, що випускався за ліцензією малою серією у Швеції.
У 1930 «Raab-Katzenstein» збанкрутувала і Фізелер вирішив розпочати власне виробництво літаків, купивши для цього у Фріца Аккермана (нім. Fritz Ackermann) завод планерів у Касселі — «Segelflugzeugbau». 1 квітня 1930 заснував «Fieseler Flugzeugbau Kassel» (1 квітня 1939 назву компанії змінено на Gerhard-Fieseler-Werke GmbH (GFW)). Швидко перепрофілювавши його під будівництво спортивних літаків, продовжував виробляти планери та інші легкі літаки.
У червні 1934 компанія стала відомою, завдяки перемозі Ґергарда Фізелера, на Чемпіонат світу з Вищого пілотажу (Coupe Mondiale D'acrobatie Aerienne) в Парижі, на літаку F2 Tiger, що побудувало його підприємство. Грошовий приз у 100 000 фр. франків він вклав у розвиток підприємства. Далі був вельми вдалий F5, визнаний класичним спортивним літаком.
Ґергард Фізелер визнається одним із основоположників вищого пілотажу. У період 1928—1934 він п'ять разів перемагав на світових змаганнях з повітряної акробатики у Франції, був першим, хто виконав фігуру вищого пілотажу «Бочка на колі» — цей пілотажний маневр названо на його честь.
1 травня 1935 вступив до НСДАП, пізніше обґрунтував це важкою економічною та політичною ситуацією в Німеччині під час Веймарської республіки. У грудні 1937 отримав дві почесних відзнаки: звання штандартенфюрера NSFK та, за значний внесок у зміцнення оборони Райху — «Лідера військової економіки» (нім. Wehrwirtschaftsführers; 10 грудня 1937).

### Друга світова війна

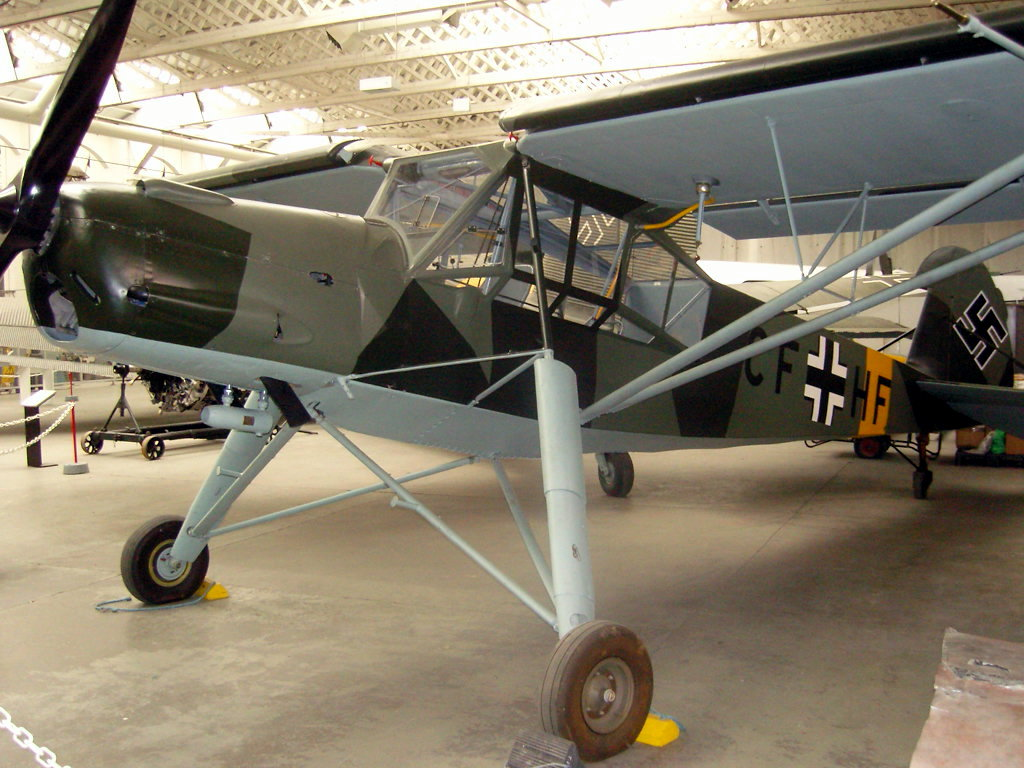
Fieseler Fi 156 Storch

Розробники Fi 256 V1. Зліва направо: Рейнгольд Мевес, Еріх Бахем, Ґергард Фізелер; в літаку інженер Віллі Фідлер (Willy A. Fiedler)

Найбільший успіх підприємству приніс 1936, коли його машина виграла тендер за новий літак спостереження і зв'язку для Люфтваффе. Концепція «літака короткого злету і посадки» виявилася найкращою, так з'явився багатоцільовий Fieseler Fi 156 Storch (укр. Лелека). Головними творцями літака стали: Ґергард Фізелер — керівник проекту, начальник конструкторського бюро Райнгольд Мевес (нім. Reinhold Mewes), Віктор Мауґш (нім. Viktor Maugsch), Герман Вінтер (нім. Herman Winter) і технічний директор компанії Еріх Бахем (нім. Erich Bachem), за аеродинаміку відповідав доктор Зіґурд Гьорнер (нім. Sigurd Hoerner). Перший політ «Лелека» здійснив 10 травня 1936. Компанією за часів Другої світової війни вироблено 2867 цих машин. Також на заводі було налагоджено виробництво за ліцензією літаків інших фірм, включаючи Messerschmitt Bf 109 (1071 шт) і Focke-Wulf Fw 190 (2240 шт).
Під час війни збудував селище Forstfeld для своїх робітників, в тому числі і тих, що працювали примусово.
Від 1944 компанія виробляє великою серією Fieseler Fi 103 (також FZG 76 нім. Flakzielgerät), некеровані ракети «земля-земля», більш відомі як Фау-1, конструктор Роберт Люссер (нім. Robert Lusser).
29 березня 1944, під тиском керівників авіаційної промисловості, Фізелер продає своє підприємство та змушений піти з посади директора, оскільки число випущених літаків було нижче від запланованого.

### Повоєнний період
Зазнав значних фінансових втрат в результаті Другої світової. По закінченні війни, Ґергард Фізелер понад рік провів в американській в'язниці без висунення звинувачення у конкретному злочині (перебуваючи в ув'язненні перехворів на сухоти). Після звільнення повернувся до підприємництва, зайнявшись випуском автомобільних комплектуючих, проте у 1950, після непорозумінь з німецьким урядом, підприємство припинило свою роботу. Згодом пройшов процедуру денацифікації. 1951 продовжив підприємницьку діяльність, розпочавши з виробництва вікон, невеликих меблів та освітлювальних приладів. Крім того, він мав невеликий готель. Проте, до 1958, ці підприємства поступово припинили свою роботу, а у 1966 закрився і готель.
17 жовтня 1980 в Касселі заснував власний Фонд — для «Сприяння благодійним установам системи соціального забезпечення, спорту, літніх людей, а також культури і мистецтв», написав автобіографію «Meine Bahn am Himmel» (укр. «Моя дорога в небі»).

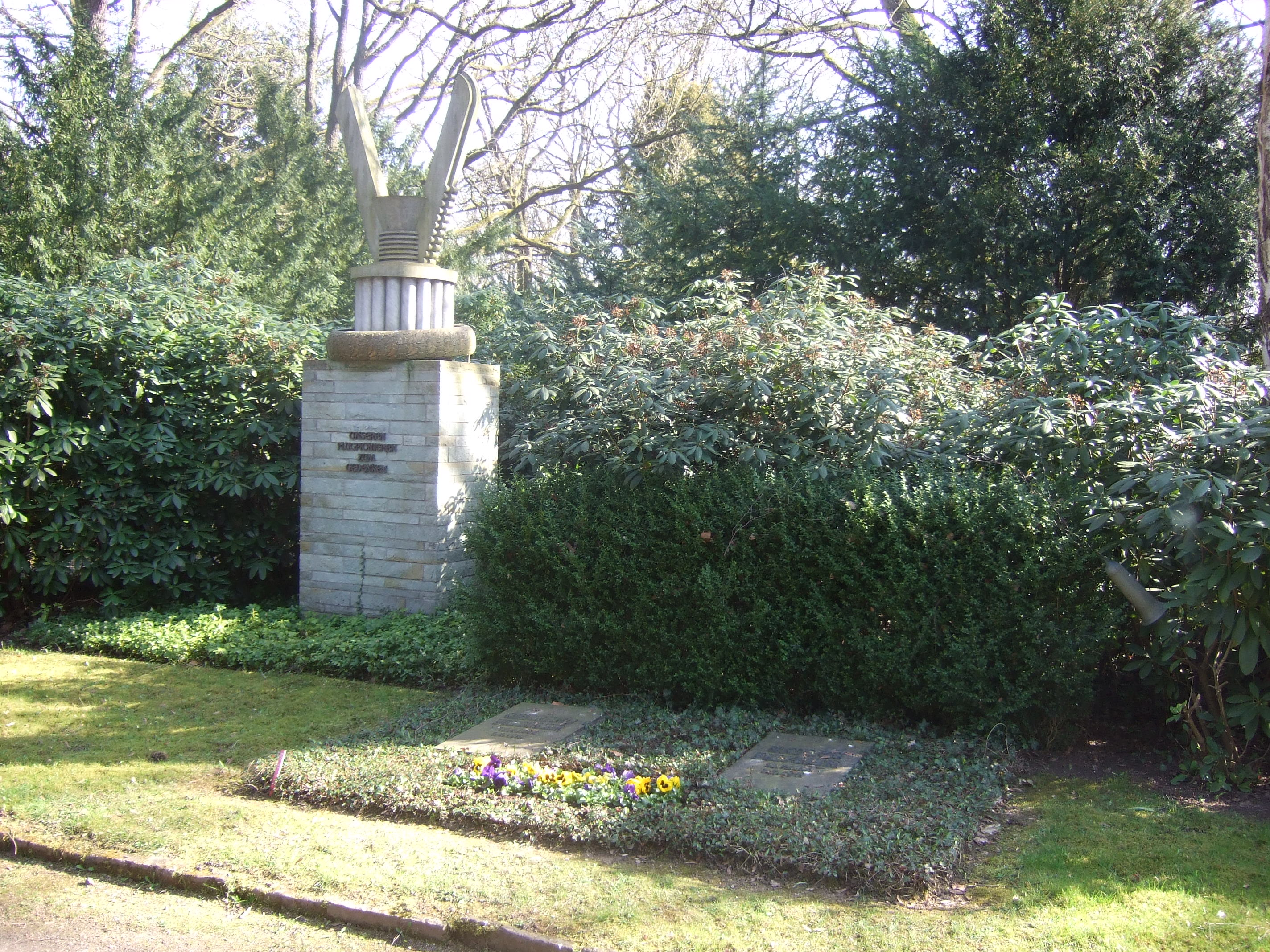
На місці поховання. Пам'ятний надгробок у формі кубка, здобутого у 1934 в Парижі

Ґергард Фізелер помер 1 вересня 1987 в Касселі. Похований з військовими почестями у Касселі на Міському кладовищі. В день поховання, віддаючи данину глибокої поваги своєму творцеві, над цвинтарем пролетіли його «Лелеки». Поруч з ним, похована його друга дружина Урсула (26 травня 1920—05 травня 2011), котра померла віці 91 рік. На могилі встановлено пам'ятний надгробок у формі кубка, здобутого у 1934 в Парижі на Чемпіонаті світу з Вищого пілотажу.

## Нагороди

### Перша світова війна
- Залізний хрест 2-го і 1-го класу
- Нагрудний знак військового пілота (Пруссія)
- Хрест «За військові заслуги» (Австро-Угорщина) 3-го класу з військовою відзнакою
- Орден «За хоробрість» 3-го, 2-го і 1-го класу з мечами (Болгарія)
- Золотий хрест «За військові заслуги» (3 вересня 1918)

### Міжвоєнний період
- Почесний хрест ветерана війни з мечами
- Нагрудний знак пілота Німецької асоціації повітряного спорту (ДЛФ)
- Нагрудний знак спортивного пілота ДЛФ
- Німецький Олімпійський знак 2-го класу
- Комбінований Знак Пілот-Спостерігач
- Почесне звання «Лідер воєнної економіки»

### Друга світова війна
- Хрест Воєнних заслуг 2-го і 1-го класу
- Лицарський хрест Хреста Воєнних заслуг (2 травня 1945)